# Serrasalmo scotopterus
Serrasalmo scotopterus és una espècie de peix de la família dels caràcids i de l'ordre dels caraciformes.

## Hàbitat
Viu en zones de clima tropical.

## Distribució geogràfica
Es troba a Sud-amèrica: conca del riu Amazones. També és present al riu Branco (afluent del  riu Negro).